# Grupa wolna
Grupa wolna – grupa zawierająca podzbiór o tej własności, że każdy element grupy daje się jednoznacznie przedstawić jako iloczyn skończenie wielu elementów tego podzbioru oraz ich odwrotności (z wyłączeniem trywialnych wariantów takich jak {\displaystyle st^{-1}=su^{-1}ut^{-1},} gdzie {\displaystyle s,t,u} należą do takiego podzbioru).
Podzbiór grupy o powyższej własności nazywamy wolnym układem generatorów lub bazą grupy.

## Definicja formalna
Równoważnie pojęcie grupy wolnej można zdefiniować następująco: grupę {\displaystyle F} nazywamy wolną, gdy zawiera podzbiór {\displaystyle X\subseteq F} taki, że każde przekształcenie {\displaystyle X} w dowolną grupę {\displaystyle G} można przedłużyć jednoznacznie do homomorfizmu {\displaystyle f\colon F\to G.}
Można udowodnić, że każdy taki zbiór {\displaystyle X} musi być układem generatorów grupy {\displaystyle F,} tzn. nie ma podgrupy {\displaystyle F'\subseteq F} spełniącej {\displaystyle X\subseteq F'} i {\displaystyle F'\neq F.}
Układem generatorów grupy jest opisany wyżej zbiór {\displaystyle X.} Każde dwa układy generatorów są równoliczne – moc dowolnego z nich nazywa się rangą grupy wolnej.

## Własności
- Każda grupa wolna o randze większej od 1 ma nieskończenie wiele układów wolnych generatorów.
- Każda grupa {\displaystyle G} jest obrazem ustalonego homomorfizmu {\displaystyle h} pewnej grupy wolnej {\displaystyle F.}
- Jeżeli {\displaystyle H=\ker h,} to obraz układu wolnych generatorów grupy {\displaystyle F} tworzy układ generatorów grupy {\displaystyle G.}
- Układem relacji dla tych generatorów nazywamy układ równań taki, że {\displaystyle f(k)=e,} gdzie {\displaystyle k\in H} są generatorami {\displaystyle H} ({\displaystyle e} oznacza element neutralny grupy). Wskazanie układu generatorów i układu relacji jednoznacznie wyznacza grupę {\displaystyle G.}
- Grupa wolna o randze większej od 1 nie jest abelowa.

## Przykłady
- Grupa liczb całkowitych z dodawaniem jest grupą wolną rangi 1. Jej układem wolnych generatorów jest {1} (lub {-1}).
- Rozpatrzmy wszystkie skończone napisy składające się z liter {\displaystyle l,p,L,P} w których nie występują pary {\displaystyle [l,p],[p,l],[L,P],[P,L].} Działaniem niech będzie konkatenacja napisów z ewentualnym usunięciem zakazanych par, czyli np.:
  - {\displaystyle llPl*Pl=llPlPl}
  - {\displaystyle llPl*lPl=llPllPl}
  - {\displaystyle llPp*lP=llPP}
  - {\displaystyle llPl*pL=ll}
  - {\displaystyle llPl*pLpp=\varnothing ,} czyli ciąg pusty.

tak określona struktura jest grupą wolną. Układem wolnych generatorów jest np.: {\displaystyle \{l,L\}.} Elementem odwrotnym do {\displaystyle l} jest {\displaystyle p;} odwrotnym do {\displaystyle L} jest {\displaystyle P.} Elementem odwrotnym do danego ciągu jest ciąg napisany w odwrotnej kolejności z zamienionymi parami liter {\displaystyle \langle l,\ p\rangle } oraz {\displaystyle \langle L,\ P\rangle .} Elementem neutralnym – ciąg pusty.